# Incilius occidentalis
Espèce
Synonymes
- Bufo occidentalis Camerano, 1879
- Bufo monksiae Cope, 1879

Statut de conservation UICN

 LC  : Préoccupation mineure
Incilius occidentalis est une espèce d'amphibiens de la famille des Bufonidae.

## Répartition

Distribution

Cette espèce est endémique du Mexique. Elle se rencontre entre 610 et 2 400 m d'altitude dans les États de Durango, de Zacatecas, d'Aguascalientes, du Jalisco, de San Luis Potosí, du Querétaro, d'Hidalgo, du Michoacán, de Mexico, du Guerrero, de Puebla, du Tlaxcala, d'Oaxaca et du Veracruz.

## Publication originale
- Camerano, 1879 : Di alcune specie di anfibii anuri esistenti nelle collezioni del R. Museo Zoologico di Torino. Atti della Reale Accademia delle scienze di Torino, vol. 14, p. 866-897.